# Regina Klepper
Regina Klepper, verheiratete Regina Böhm (* 5. April 1957 in Baden-Baden) ist eine deutsche Opern- und Konzertsängerin (Sopran).

## Leben
Regina Klepper studierte bei Beate von Glasow an der Musikhochschule Hannover, bei Ernst Haefliger und Erik Werba in München und bei Iris Adami-Corradetti in Padua. Ihre Bühnenkarriere begann Klepper 1982 in München, Anneliese Rothenberger präsentierte sie dem Fernsehpublikum. Gastspiele führten Regina Klepper nicht nur ins westeuropäische Ausland, sondern auch nach Polen, Schweden (Drottningholm), Südafrika (Pretoria), in Chile nach Santiago und in Argentinien nach Santa Fe und Córdoba.
Sie sang u. a. mit Tenorpartnern wie René Kollo, Francisco Araiza, Jonas Kaufmann, außerdem oft mit dem Bariton Hermann Prey.
Unter den Dirigenten, mit denen sie zusammenarbeitete, sind Theo Alcantara, Helmuth Froschauer, Carlos Giraudo, Enoch zu Guttenberg, Nikolaus Harnoncourt, Gustav Kuhn, Kurt Masur, Gabor Ötvös, Georges Prêtre, Helmuth Rilling, Hanns-Martin Schneidt und Peter Schreier.
Das Repertoire der Sängerin umfasst viele Raritäten im Bereich der Oper, außerdem Lieder, Oratorium und Operette.

## Opern- und Operettenrollen (Auswahl)
- Pamina in Mozarts Zauberflöte
- Frau Fluth in Nicolais Die lustigen Weiber von Windsor
- Gilda in Verdis Rigoletto
- Marie in Smetanas Die verkaufte Braut
- Micaela in Bizets Carmen
- Sophie in Richard Strauss’ Rosenkavalier
- Lisa in Lehárs Land des Lächelns
- Hanna Glawari in Lehárs Die lustige Witwe
- Zeipoth in Hiller/Endes Goggolori

## Aufnahmen (Auswahl)
Neben Rundfunk- und Fernsehproduktionen (Lieder, Opern, Operetten und Konzerte) hat Regina Klepper zahlreiche Schallplatten und CDs (für Eurodisc, Schwann-Koch, Capriccio, Cavalli, Intergo und Wergo) aufgenommen. Darunter folgende Gesamtaufnahmen:
- Johann Adolph Hasse: L’artigiano gentiluomo
- Giovanni Battista Pergolesi: Stabat Mater
- Luigi Boccherini: Clementina
- Conradin Kreutzer: Das Nachtlager in Granada
- Carl Loewe: Die drei Wünsche
- Gaetano Donizetti: Parafrasi del Christus
- Felix Mendelssohn Bartholdy: Ein Sommernachtstraum
- Ignaz Lachner: Die Regenbrüder
- Otto Nicolai: Die lustigen Weiber von Windsor
- Franz von Suppè: Franz Schubert
- Victor Ernst Nessler: Der Trompeter von Säckingen
- Carl Orff: Carmina Burana und Catulli Carmina
- Walter Kollo: Drei alte Schachteln
- Wilfried Hiller: Schulamit
- Szenen und Duette aus Richard-Strauss-Opern
- Liedrepertoire und Duette u. a. von Brahms, Mozart, Mendelssohn, Schumann, Mahler, Reger, Schönberg, Schreker und Strauss, begleitet von Erik Werba, Helmut Deutsch und Fritz Schwinghammer.

## Auszeichnungen
Klepper wurde bei zahlreichen Gesangswettbewerben mit Preisen ausgezeichnet.